# Alison Brie
Pour les articles homonymes, voir Brie.
Alison Brie est une actrice américaine, née le 29 décembre 1982 à Los Angeles (Californie).
Elle est principalement connue pour son interprétation d'Annie Edison dans la série Community, Trudy Campbell dans la série Mad Men et Ruth Wilder dans la série GLOW.
Au cinéma, elle est révélée pour ses rôles secondaires dans le film d'horreur Scream 4 et la comédie romantique Cinq ans de réflexion et s'est affirmée comme tête d'affiche des comédies romantiques Jamais entre amis et Célibataire, mode d'emploi.
Elle est également actrice au théâtre, où elle obtient une récompense au Indy Award pour sa prestation dans la pièce Hamlet.

## Biographie

### Jeunesse et formation
Alison Brie est née à Hollywood, quartier de Los Angeles, en Californie. Elle est la fille de Joanne (née Brenner), qui travaille dans une agence de garde d'enfants à but non lucratif appelée Para los Niños et Charles Terry Schermerhorn, musicien et journaliste indépendant spécialisé dans le divertissement,. Sa mère est juive et son père est d'ascendance néerlandaise, écossaise et irlandaise. Elle déclare que, tout en étant élevée par des parents divorcés, elle alla à une « église hybride christianisme-hindou » avec son père, tandis que sa mère « voulait toujours s'assurer que nous savions que nous étions juifs »,,.
Elle grandit à Pasadena en Californie. Dans sa jeunesse, elle participe à de petites productions de théâtre au Centre de la Communauté Juive en Californie du Sud,. Elle est diplômée du California Institute of the Arts en 2005 ; elle y a étudié les arts dramatiques ainsi qu'à la Royal Scottish Academy of Music and Drama à Glasgow,. Alison Brie travaillait comme clown aux fêtes d'anniversaires, et jouait dans des théâtres de Californie.

### Débuts et révélation télévisuelle (années 2000)

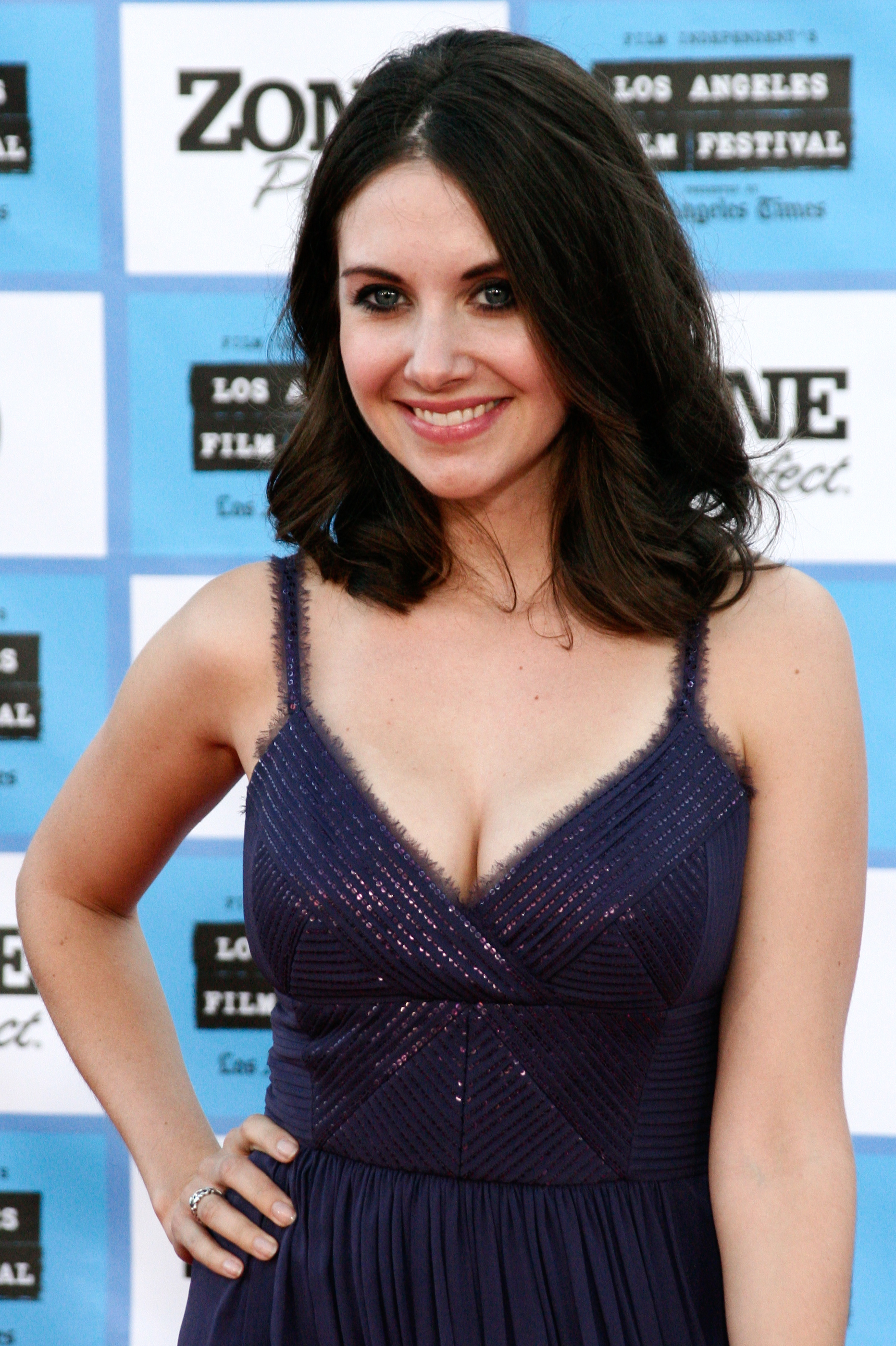
L'actrice en juin 2009 à Los Angeles, à l'avant-première du film Public Enemies.

Sa carrière d'actrice débuta au théâtre dans des spectacles au théâtre communautaire Jewish Community Center, de Los Feliz. Son premier rôle était Toto dans Le Magicien d'Oz,. Elle a fait partie de la distribution originale de The Peach Blossom Fan, jouée en tant que production théâtrale inaugurale au Disney REDCAT Theater, situé au centre-ville de Los Angeles. Peu après ses études, elle joue au festival Blank Theater Company’s Young Playwright’s et dans des spectacles qui se sont tenus aux Odyssey Theater, Write-Act Theater et Rubicon Theater, notamment Le Journal d'Anne Frank et Hamlet, pour lequel elle obtient un Indy Award pour sa prestation d'Ophelia.
Elle commence sa carrière cinématographique en 2004 dans un court-métrage, suivi de ses premiers pas à la télévision dans la série Hannah Montana, en 2006, en incarnant le personnage secondaire de Nina, apprentie coiffeuse. Par la suite, elle est devenue la star de la web série My Alibi, puis fut choisie pour incarner Trudy Campbell dans Mad Men, qui lui apporte un début de notoriété, tout en tournant des films indépendants pour la plupart diffusés dans des festivals et par la suite sortis directement en DVD.
En 2009, elle décroche l'un des rôles principaux de la série comique Community, dans lequel elle incarne Annie Edison, membre du groupe de community college exclue d’une université pour sa dépendance à la drogue et maintenant guérie. Le programme rencontre un large succès critique aux États-Unis et devient culte.
Parallèlement à la série, elle entame une carrière au cinéma : d'abord en jouant Rebecca, l'assistante de Sidney Prescott (Neve Campbell) dans le slasher Scream 4. Le film reçoit un accueil critique mitigé et totalise 95,9 millions de dollars de recettes.

### Progression cinématographique (2012-16)

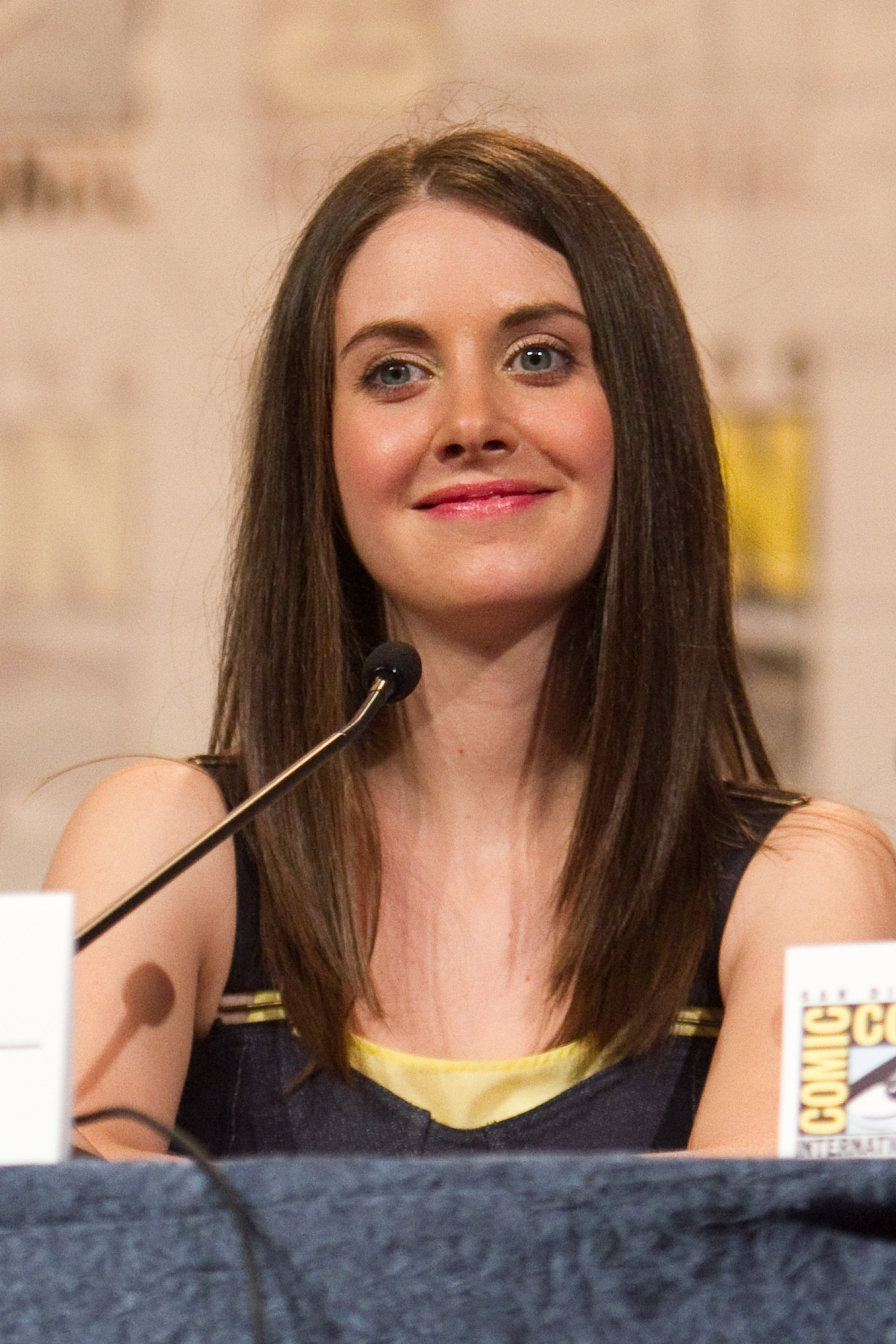
L'actrice Comic-Con de San Diego 2010, pour la promotion de Community.

En 2012, elle parvient à s'imposer dans deux projets différents : d'abord en jouant le rôle de la sœur du personnage d'Emily Blunt dans la comédie romantique Cinq ans de réflexion. Pour se préparer au personnage, elle prend l'accent britannique et l'a peaufiné grâce à des enregistrements de lecture de Blunt, d'origine anglaise. Si le film connaît un accueil critique positif,, il ne rencontre qu'un succès commercial assez modeste. Par la suite, elle tient l'un des rôles principaux féminins de la comédie dramatique indépendante Save the Date, qui rencontre un accueil critique mitigé à sa sortie, et touche une audience confidentielle, du fait d'une faible distribution en salles.
En 2013, elle se contente de tenir un second rôle dans un autre film indépendant, The Kings of Summer, qui, présenté au Festival de Sundance, rencontre un excellent accueil auprès de la critique, et fait une carrière honorable dans les salles pour un film indépendant connaissant une sortie limitée avec 1,3 million de dollars de recettes. Et en 2014, elle prête sa voix à Unikitty, l'un des personnages du film d'animation La Grande Aventure Lego, sorti en salles en 2014. Un succès critique et commercial surprise.
Mais l'année 2015 est celle de la percée. Alors que Community se conclut au terme de six saisons, elle est à l'affiche de plusieurs projets. Elle partage d'abord l'affiche de l'irrévérencieuse comédie romantique Jamais entre amis avec Jason Sudeikis ; puis joue la sexy petite-amie de Will Ferrell dans la comédie d'action Get Hard ; et enfin tient le premier rôle féminin de la production canadienne  No Stranger Than Love, de Nick Wernham, encore une comédie romantique.
En 2016, elle incarne l'une des héroïnes de la comédie chorale  Célibataire, mode d'emploi ; fait partie de la distribution chorale de l'indépendant  Joshy de Jeff Baena ; et tient un second rôle dans la romance  Get a Job, portée par le tandem Anna Kendrick / Miles Teller.

### Retour télévisuel et diversification (depuis 2017)

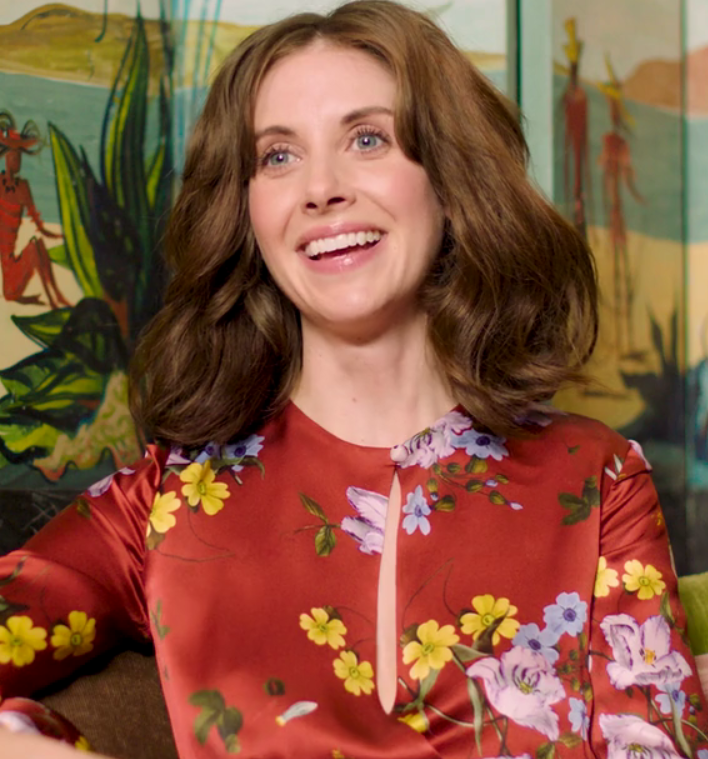
L'actrice en 2017, l'année de sortie de la série Glow.

En 2017, Alison Brie se voit confier le rôle principal de la nouvelle série Netflix Glow. Elle y interprète Ruth, une actrice au chômage dans les années 1980 qui se présente à une audition à la suite d'une annonce recherchant des femmes « non conventionnelles ». Une fois sur place, elle apprend qu'il s'agit d'un spectacle de catch féminin télévisé. La série reçoit un bel accueil par les utilisateurs de la plateforme de vidéo à la demande.
Parallèlement, elle continue à tenir des rôles au cinéma, tentant cette fois de sortir de la comédie. En 2016, elle est au casting du mélodrame Last Call, porté par Gérard Butler.
En 2017, elle joue dans trois projets très différents : tout d'abord la comédie horrifique Les Bonnes Sœurs, de Jeff Baena ; la parodie The Disaster Artist, réalisée par son beau-frère James Franco, qui confie aussi l'un des rôles principaux à Dave Franco ; enfin, elle prête ses traits à Lally Graham pour le drame historique Pentagon Papers, de Steven Spielberg.

### Autres activités
Alison Brie est membre de la Screen Actors Guild et l'Actors' Equity Association (en). Elle est classée à deux reprises au The Annual Independent Critics List of the 100 Most Beautiful Famous Faces From Around the World, classant les plus beaux visages célèbres : 18e en 2009 et 5e en 2010.
Avec les actrices Cyrina Fiallo (en) et Julianna Guill, ses partenaires dans la web-série My Alibi, elle forme le cover band The Girls, groupe musical spécialisé dans les reprises de chansons célèbres.

### Vie privée
Depuis 2012, elle est en couple avec l'acteur Dave Franco, frère de James Franco. Le couple se fiance le 25 août 2015, puis se marie en mars 2017,.
Elle est également une amie de l'acteur Danny Pudi, son partenaire dans la série Community.

## Théâtre
- The Peach Blossom Fan (en), joué au REDCAT Theater (en)[33]
- The Return of Lance Bass, joué au The Hudson Mainstage[33]
- Fools In Love, joué au Odyssey Theater[33]
- It Came From Beyond, joué au Write Act Theate[33]
- Le Journal d'Anne Frank (The Diary of Anne Frank), joué au Rubicon Theater[33]
- Hamlet, joué au Rubicon Theater[33]
- Mad Men Live Revue, joué au El Rey Theater[33]

## Filmographie

### Cinéma

#### Longs métrages
- 2007 : Dickie Smalls: From Shame to Fame de Vick Smith : Mya
- 2007 : Born de Richard Friedman : Mary Elizabeth
- 2008 : Parasomnia (en) de William Malone : Darcy
- 2008 : The Coverup (en) de Brian Jun : Grace
- 2010 : Raspberry Magic (en) de Leena Pendharkar : Ms. Bradlee
- 2011 : Scream 4 de Wes Craven : Rebecca Walters
- 2012 : Save the Date de Michael Mohan : Beth
- 2012 : Cinq Ans de réflexion (The Five-Year Engagement) de Nicholas Stoller : Suzie Barnes-Eilhauer
- 2012 : Misadventures of the Dunderheads de D.G. Brock : Ella[n 1]
- 2013 : The Kings of Summer de Jordan Vogt-Roberts : Heather Toy
- 2014 : Search Party de Scot Armstrong (en) : Elizabeth
- 2014 : No Stranger Than Love de Nick Wernham : Lucy Sherrington
- 2015 : En taule : Mode d'emploi (Get Hard) d'Etan Cohen :  Alissa
- 2015 : Jamais entre amis (Sleeping with Other People) de Leslye Headland : Lainey
- 2016 : Get a Job (en) de Dylan Kidd : Tanya
- 2016 : Joshy de Jeff Baena : Rachel
- 2016 : Célibataire, mode d'emploi (How to Be Single) de Christian Ditter : Lucy
- 2016 : Last Call (A Family Man) de Mark Williams : Lynn Wilson
- 2017 : Les Bonnes Sœurs (The Little Hours) de Jeff Baena : Alessandra
- 2017 : The Disaster Artist de James Franco : Amber
- 2017 : Pentagon Papers (The Post) de Steven Spielberg : Lally Graham
- 2020 : The Rental de Dave Franco : Michelle
- 2020 : Horse Girl de Jeff Baena
- 2020 : Ma belle-famille, Noël et moi (Happiest Season) de Clea DuVall  : Sloane Caldwell
- 2020 : Promising Young Woman d'Emerald Fennell
- 2022 : Spin Me Round de Jeff Baena : Amber
- 2023 : Freelance de Pierre Morel : Claire Wellington
- 2025 : Together de Michael Shanks : Millie (également productrice)
- 2026 : Masters of the Universe de Travis Knight : Evil-Lyn

#### Films d'animation
- 2014 : La Grande Aventure Lego (The Lego Movie) de Phil Lord, Chris Miller et Chris McKay : Unikitty
- 2019 : La Grande Aventure Lego 2 (The Lego Movie 2: The Second Part) de Mike Mitchell et Trisha Gum : Princesse Unkitty

#### Courts métrages
- 2004 : Stolen Poem de Austin Grady : Alice
- 2008 : Salvation, Texas de Mark Apicella : Lisa Salter
- 2008 : Buddy 'n' Andy de Shaun Peterson : Michelle
- 2009 : Us One Night de Stan Kirsch : Alyson
- 2010 : The Home Front de Michael Wohl : Hannah
- 2010 : The Committee Ep 1: Bad Dog de Drew Pierce
- 2012 : Shit People Don't Say in LA de Eric Leiderman et David Spade
- 2013 : Dream Girl w/ Dave Franco & Alison Brie de Dave Franco et Brian McGinn

### Télévision

#### Téléfilms
- 2007 : Not Another High School Show de Mike Bender : Muffy
- 2008 : The Deadliest Lesson d'Harry Winer : Amber
- 2012 : House Husbands de Lee Friedlander : Maman #1

#### Séries télévisées
- 2006 : Hannah Montana : Nina (1 épisode)
- 2007-2015: Mad Men : Trudy Campbell (34 épisodes)
- 2008 : My Alibi : Rebecca Fuller (14 épisodes)
- 2009 : Hot Sluts : Amber (6 épisodes)
- 2009-2015: Community : Annie Edison (110 épisodes)
- 2011 : CollegeHumor Originals : Annie Edison (1 épisode)
- 2012 : NTSF:SD:SUV : Joanie (1 épisode)
- 2016 : Teachers : Mrs Lack (1 épisode)
- 2016 : Docteur Thorne  : Miss Dunstable (3 épisodes)
- 2017-2019 : GLOW : Ruth Wilder (30 épisodes)
- 2022 : Roar : Rebecca Moss (1 épisode)

#### Séries d'animation
- 2011 : Robot Chicken : Matha Stewart/La garde du corps vampire  (1 épisode)
- 2012 : American Dad! : Lindsay (1 épisode)
- 2013 : High School USA! : Miss Temple
- 2014-2020 : BoJack Horseman : Diane Nguyen et Olivia (61 épisodes)
- 2021 : Rick et Morty : Planetina (1 épisode, saison 5 épisode 3)
- 2021 : Star Wars: Visions : Am (doublage version anglophone - épisode Le jumeaux)
- 2023 :  Moon Girl et Devil le Dinosaure  : Ms. Dillon / Aftershock (doublage version anglophone - épisode  Moon girl atterrit)

## Distinctions
- Indy Award pour sa performance au théâtre en 2007 pour Hamlet[34].
- Screen Actors Guild Award de la meilleure distribution pour une série dramatique en 2009 pour Mad Men.
- TV Guide Award (en) de la meilleure distribution pour une série comique en 2012 pour Community.

## Voix francophones
En France, Natacha Muller et Chloé Berthier sont les voix régulières en alternance d'Alison Brie. 
Au Québec, elle est régulièrement doublée par Émilie Bibeau.

## Source
- (en) Cet article est partiellement ou en totalité issu de l’article de Wikipédia en anglais intitulé « Alison Brie » (voir la liste des auteurs).